# Chilina lilloi
Chilina lilloi is een slakkensoort uit de familie van de Chilinidae. De wetenschappelijke naam van de soort is voor het eerst geldig gepubliceerd in 2012 door Ovando & Gutiérrez Gregoric.